# Hans Friedrich Nissen
Hans Friedrich Nissen (* 10. November 1767 in Kiel; † 4. Juli 1848 in Segeberg) war ein lutherischer Geistlicher und Propst in Segeberg.

## Leben
Nissen wurde in Kiel als Sohn des Nicolaus Andreas Nissen und der Katharine Friederike Müller geboren. Sein Vater war Rittmeister, akademischer Fechtmeister und Branddirektor in Kiel.
Verheiratet war er  mit Benedikte Sophia Ernestine Fricke, Tochter des Johann Heinrich Fricke, Professor jur. in Kiel und der Anna Magdalena von Saldern.
Nachdem er die dortige Gelehrtenschule besucht hatte, studierte er ebendort seit Ostern 1785 Theologie und Philologie mit solchem Erfolg, dass er bereits nach zwei Jahren, 1787, als Collaborator an der dortigen Schule angestellt werden konnte.
1789 Konrektor, theologisches Amtsexamen in Glückstadt als Jahrgangsbester. 
24. Mai 1790 Wahl zum Pastor der Gemeinde Sarau, Amtseinführung am 28. Juli 1790. Am 21. Juni 1801 wurde er zum Pastor in Süsel, Amt Ahrensböck, gewählt. 
Am 22. Februar 1820 berief der Landesherr Hans Friedrich Nissen zum Propst der Propstei Segeberg und zum Hauptpastor  in der holsteinischen Stadt Segeberg. Die Einführung in dieses Amt fand am 4. Juni 1820 statt. Am 9. März 1846 ließ er sich mit knapp 80 Jahren emeritieren, nachdem er beinahe 60 Jahre amtlich tätig gewesen war.